# Santiz
Santiz és un municipi de la província de Salamanca a la comunitat autònoma de Castella i Lleó. Limita al nord amb Peñausende, a l'est amb Valdelosa, al sud amb Palacios del Arzobispo i a l'oest amb Alfaraz de Sayago.

## Demografia
| 1991 | 1996 | 2001 | 2004 |
| ---- | ---- | ---- | ---- |
| 328  | 302  | 283  | 288  |